# NGC 5469
NGC 5469 est une galaxie lenticulaire située dans la constellation du Bouvier. Sa vitesse par rapport au fond diffus cosmologique est de 7 434 ± 18 km/s, ce qui correspond à une distance de Hubble de 109,6 ± 7,7 Mpc (∼357 millions d'al). NGC 5469 a été découverte par l'astronome allemand Wilhelm Tempel en 1883.
À ce jour, une mesure non basée sur le décalage vers le rouge (redshift) donne une distance d'environ 106,000 Mpc (∼346 millions d'al). Cette valeur est à l'intérieur des valeurs de la distance de Hubble.
Simbad ainsi que le logiciel Aladin basé sur les données de Simbad indiquent la galaxie PGC 50039 comme étant NGC 5469, ce qui est une erreur selon le professeur Seligman et les autres sources consultées.